# بناء الحجري العظيم في "عير دافيد"

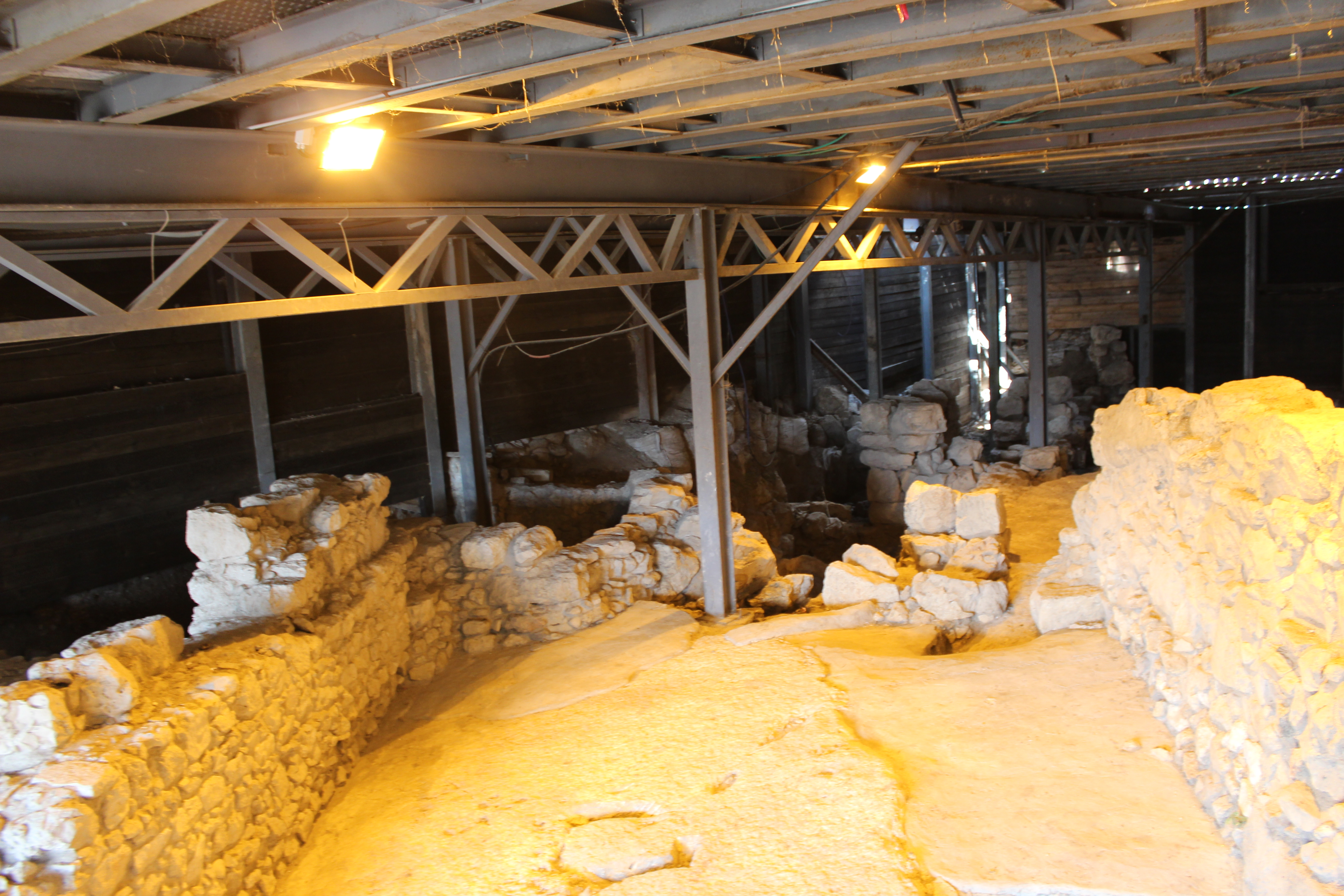
المبني الحجري في مدينه داود

المبنى الحجري الكبير هو عبارة عن هيكل من العصر الحديدي في أرض فلسطين تم اكتشافه في مدينة داود في صيف 2005، من قبل وفد أثري بقيادة الدكتور إيلات مزار. يقع المبنى في قلب مدينة داود في القدس، بالقرب من المقر للملك داود. ربما يكون المبنى هو بقايا قصر الملك داود.
وصف

يتكون الاكتشاف من جدران حجرية يبلغ عرضها حوالي مترين. من حجم الاكتشاف وموقعه، يبدو أن هذه هي بقايا أساسات مبنى عام كبير: حصن أو معبد أو قصر. يشير الفخار أسفل المبنى إلى أنه تأسس في وقت ما بعد القرن الحادي عشر قبل الميلاد. كما تم العثور على مرحلتين أخريين من البناء في الجزء الشمالي من المبنى، ويشير الفخار إلى أن المبنى كان مأهولًا بالسكان حتى القرن السادس قبل الميلاد (فترة تدمير الهيكل الثاني في القدس). وعثر في الموقع طوابع باسم «يهوشيل بن شلميا بن شافي» و «جدليا بن بشهور».
في 18 فبراير 2007، كشفت الحفريات في قطعة أرض قريبة أن البناء كان في البداية أكبر من المتوقع، بما في ذلك الجدران التي بلغ سمكها 7 أمتار والمتصلة بالهيكل الحجري المتدرج. من الممكن أن يكون عنوان العمود البروتو إيولياني، الذي تم العثور عليه سابقًا أسفل المنحدر من المبنى، كان في الأصل جزءًا منه. ينتمي العنوان إلى أسلوب البناء الفينيقي ويرتبط عادة بالمباني العامة، وهو ما يتماشى مع التقرير التوراتي بأن حيرام ملك تسور ساعد ديفيد في بناء القصر.